# 北緯23度線
北緯23度線（ほくい23どせん）は、地球の赤道面より北に23度の角度を成す緯線。アフリカ、アジア、インド洋、太平洋、北アメリカ、カリブ海、大西洋を通過する。
この緯度の下では、夏至点時の可照時間は13時間33分で、冬至点時は10時間43分である。

## 通過する地域一覧
北緯23度線は、本初子午線から東に向かって以下の場所を通っている。
| 地理座標                                               | 国土・領土・領海           | 備考                                                                                       |
| ------------------------------------------------------ | -------------------------- | ------------------------------------------------------------------------------------------ |
| 北緯23度0分 東経0度0分 / 北緯23.000度 東経0.000度      | アルジェリア               |                                                                                            |
| 北緯23度0分 東経11度3分 / 北緯23.000度 東経11.050度    | ニジェール                 |                                                                                            |
| 北緯23度0分 東経13度46分 / 北緯23.000度 東経13.767度   | リビア                     |                                                                                            |
| 北緯23度0分 東経15度0分 / 北緯23.000度 東経15.000度    | チャド                     |                                                                                            |
| 北緯23度0分 東経16度58分 / 北緯23.000度 東経16.967度   | リビア                     |                                                                                            |
| 北緯23度0分 東経25度0分 / 北緯23.000度 東経25.000度    | エジプト                   |                                                                                            |
| 北緯23度0分 東経35度27分 / 北緯23.000度 東経35.450度   | ハラーイブ・トライアングル | エジプトとスーダンの双方が領有権を主張。エジプトが実効支配                                 |
| 北緯23度0分 東経35度40分 / 北緯23.000度 東経35.667度   | 紅海                       |                                                                                            |
| 北緯23度0分 東経38度48分 / 北緯23.000度 東経38.800度   | サウジアラビア             |                                                                                            |
| 北緯23度0分 東経52度32分 / 北緯23.000度 東経52.533度   | アラブ首長国連邦           | アブダビ首長国                                                                             |
| 北緯23度0分 東経55度13分 / 北緯23.000度 東経55.217度   | オマーン                   |                                                                                            |
| 北緯23度0分 東経59度7分 / 北緯23.000度 東経59.117度    | インド洋                   | アラビア海                                                                                 |
| 北緯23度0分 東経68度54分 / 北緯23.000度 東経68.900度   | インド                     | グジャラート州 マディヤ・プラデーシュ州 チャッティースガル州 ジャールカンド州 西ベンガル州 |
| 北緯23度0分 東経88度52分 / 北緯23.000度 東経88.867度   | バングラデシュ             |                                                                                            |
| 北緯23度0分 東経91度32分 / 北緯23.000度 東経91.533度   | インド                     | トリプラ州 - 約20km                                                                        |
| 北緯23度0分 東経91度43分 / 北緯23.000度 東経91.717度   | バングラデシュ             |                                                                                            |
| 北緯23度0分 東経92度23分 / 北緯23.000度 東経92.383度   | インド                     | ミゾラム州                                                                                 |
| 北緯23度0分 東経93度8分 / 北緯23.000度 東経93.133度    | ミャンマー                 |                                                                                            |
| 北緯23度0分 東経99度31分 / 北緯23.000度 東経99.517度   | 中華人民共和国             | 雲南省                                                                                     |
| 北緯23度0分 東経104度50分 / 北緯23.000度 東経104.833度 | ベトナム                   |                                                                                            |
| 北緯23度0分 東経105度48分 / 北緯23.000度 東経105.800度 | 中華人民共和国             | 広西チワン族自治区 広東省 — 広州市の南を通過                                               |
| 北緯23度0分 東経116度31分 / 北緯23.000度 東経116.517度 | 南シナ海                   |                                                                                            |
| 北緯23度0分 東経120度7分 / 北緯23.000度 東経120.117度  | 中華民国                   | 台湾（ 中華人民共和国が領有権を主張）                                                      |
| 北緯23度0分 東経121度19分 / 北緯23.000度 東経121.317度 | 太平洋                     | アメリカ合衆国ハワイ州ニホア島の南を通過                                                   |
| 北緯23度0分 西経110度5分 / 北緯23.000度 西経110.083度  | メキシコ                   | バハ・カリフォルニア半島                                                                   |
| 北緯23度0分 西経109度42分 / 北緯23.000度 西経109.700度 | カリフォルニア湾           |                                                                                            |
| 北緯23度0分 西経106度11分 / 北緯23.000度 西経106.183度 | メキシコ                   |                                                                                            |
| 北緯23度0分 西経97度46分 / 北緯23.000度 西経97.767度   | メキシコ湾                 |                                                                                            |
| 北緯23度0分 西経83度13分 / 北緯23.000度 西経83.217度   | キューバ                   | ハバナの南を通過                                                                           |
| 北緯23度0分 西経79度59分 / 北緯23.000度 西経79.983度   | 大西洋                     |                                                                                            |
| 北緯23度0分 西経74度55分 / 北緯23.000度 西経74.917度   | バハマ                     | ロング島                                                                                   |
| 北緯23度0分 西経74度51分 / 北緯23.000度 西経74.850度   | 大西洋                     | バハマ・クルックド島 (バハマ)の北を通過 バハマ・サマナ島（英語版）の南を通過               |
| 北緯23度0分 西経16度8分 / 北緯23.000度 西経16.133度    | 西サハラ                   | モロッコが領有権を主張                                                                     |
| 北緯23度0分 西経13度5分 / 北緯23.000度 西経13.083度    | モーリタニア               |                                                                                            |
| 北緯23度0分 西経6度20分 / 北緯23.000度 西経6.333度     | マリ                       |                                                                                            |
| 北緯23度0分 西経1度40分 / 北緯23.000度 西経1.667度     | アルジェリア               |                                                                                            |